# Watering (bestuur)
Een watering of polder is een openbaar bestuur in Vlaanderen met als opdracht haar ambtsgebied te beveiligen tegen wateroverlast en een gunstige waterhuishouding tot stand te brengen voor de landbouw en de algemene volksgezondheid. Naast de landbouw zijn ook natuurbehoud, visserij, toerisme, drinkwatervoorziening enzovoorts belangrijke onderdelen van het beleid van polders en wateringen; polders en wateringen zijn bijgevolg belangrijke actoren in het Integraal Waterbeheer.
Het voornaamste onderscheid tussen polders en wateringen is hun ligging: polders zijn gelegen binnen de polderzone, dit zijn de gronden die door indijking zijn veroverd op de zee of op aan het getij onderhevige rivieren. Wateringen zijn gelegen in de overige gebieden, veelal een stroomgebied van een rivier, of een gedeelte daarvan. Het ambtsgebied van een polder of watering is bijgevolg niet gebonden aan gemeente- of provinciegrenzen.
De geschiedenis van polders en wateringen gaat ver terug in de tijd; reeds in 1183 was er sprake van de Watering van Veurne-Ambacht. De huidige wetgeving omtrent polders en wateringen is gebaseerd op de wet van 5 juli 1956 betreffende de wateringen, en de wet van 3 juni 1957 betreffende de polders; beide regelgevingen zijn zeer gelijklopend. Daarom gebruikt men meestal de collectieve benaming polders en wateringen.
Volgens de belangenorganisatie VVPW (Vereniging van Vlaamse Polders en Wateringen), zijn er 56 polders en wateringen in Vlaanderen die samen een gebied van 307.063 ha. beheren.

## Vergelijking met Nederland
Polders en wateringen zijn in grote lijnen vergelijkbaar met de Nederlandse waterschappen. Hun werking is ook gestoeld op een gelijkaardig principe: wie een speciaal belang heeft bij de werking van de polder of watering (de ingelanden), moet in de kosten van de werking bijdragen (door het betalen van een belasting) en is vertegenwoordigd in het bestuur. Dit beginsel "belang, betaling en bestuur" noemt men de "trits", en is analoog aan het beginsel "belang, betaling, zeggenschap" van de Nederlandse waterschappen.

## Bestuurlijke opbouw
De leden van een polderbestuur noemt men de gezworenen; de voorzitter ervan is de dijkgraaf. In een watering gebruikt men deze termen niet.

## Frankrijk en Wallonië
Ook Wallonië kent wateringen, net als Frankrijk en wel in de departementen Pas-de-Calais en Noorderdepartement (Frans-Vlaanderen); deze zijn verenigd in de Institution Interdépartementale des Wateringues.